# Ozyptila flava
Ozyptila flava is een spinnensoort in de taxonomische indeling van de krabspinnen (Thomisidae).
Het dier behoort tot het geslacht Ozyptila. De wetenschappelijke naam van de soort werd voor het eerst geldig gepubliceerd in 1875 door Eugène Simon.